# 愛ってナンダホー
「愛ってナンダホー」（あいってナンダホー）は、大島麻衣の楽曲。亜美が作詞、前山田健一が作曲を手掛けた。大島の2枚目のシングルとして2010年8月11日にavex traxから発売された。

## 概要
前作の「メンドクサイ愛情」から約3か月後のシングル発売である。初回生産特典として抽選応募券、トレーディングカード1枚（全6種）が封入されている。3形態で発売され、ジャケットA・ジャケットBはCD+DVD仕様である。前作の初動売上は、11800枚で7位という結果だったが、今作では5510枚で約半分となる大幅減となった。順位は前作を大きく下回り、25位という結果となった。
ビデオクリップは、女子の気持ちのうつろいをTwitter形式で表現し、大島自身が肉食系女子として草食系男子を責め立てる内容になっている。
発売日には浴衣姿で発売記念イベントを都内で行った。

## 収録曲
1. 愛ってナンダホー
（作詞：亜美　作曲・編曲：前山田健一）
2. ごめんねダーリン♡
（作詞：亜美　作曲・編曲：藤澤慶昌）
3. 愛ってナンダホー（Instrumental）
4. ごめんねダーリン♡（Instrumental）